# Мельничный (приток Лубьи)
Мельничный — ручей во Всеволожском районе Ленинградской области и городе Всеволожске. Относится к Балтийскому бассейновому округу.
Берёт начало в лесах к северо-востоку от города Всеволожска, протекает на юг, пересекает автодорогу 41К-064 Санкт-Петербург — Морье (Дорога жизни) в районе магнитной станции «Мельничный Ручей», затем протекает в черте города, разделяя микрорайоны Отрада и Хутор Ракси и справа впадает в реку Лубья.
Упоминается на картах XVII—XVIII века. В XVIII веке, во времена шведского владычества, на Мельничном ручье располагалась финская деревня Ряяпювя (фин. Rääpyvä), давшая название приходу Ряяпювя Евангелическо-лютеранской церкви Ингрии.
С 1727 по 1774 год на Мельничном ручье располагалась мыза Рябово.
Название Мельничный Ручей в городе Всеволожске носят микрорайон, железнодорожная станция и профилакторий ОЖД.